# Пандрак Сергій Богданович
Сергі́й Богда́нович Пандра́к (* 1962) — український політик; учасник російсько-української війни. Призер Ігор нескорених-2020.

## З життєпису
Народився 1962 року в місті Чортків (Тернопільська область). 1979 року закінчив чортківську ЗОШ № 7; 1984-го — Український інститут інженерів водного господарства; спеціальність інженер-механік.
В 2002 році закінчив інститут післядипломної освіти Рівненського державного університету водного господарства і природокористування — за спеціальністю економіст.
З 1992 по 2005 роки — член Української національної Асамблеї — Української народної самооборони (УНА-УНСО).
У 1998 році був в списку від УНА до Верховної Ради України.
В 1999—2016 роках працював директором Рівненського регіонального управління державної спеціалізованої фінансової установи «Державний фонд сприяння молодіжному житловому будівництву».
У 2006-му балотувався до Рівненської міської ради від партії «Пора».
2010 року брав участь у виборах до Рівненської міської ради від політичної партії «За Україну!».
Учасник російсько-української війни, 2014 року був у складі батальйону «Айдар». Втратив на війні ліву ногу — потрапив під мінометний обстріл поблизу Щастя Луганської області.
Працює у ТОВ «Рівненський молодіжний жилий комплекс», керівник ГО «Спілка Учасників, Ветеранів, Інвалідів АТО та бойових дій».
2020 року був кандидатом на посаду міського голови Рівного від політичної партії «Наш край».
Одружений; з дружиною виховали сина та доньку.
Учасник Ігор нескорених-2020 — золота нагорода; плавання (вільним стилем) на 50 м у категорії «ISB»